# Associazione Calcio Palazzolo 2004-2005
Questa voce raccoglie le informazioni riguardanti  l'Associazione Calcio Palazzolo nelle competizioni ufficiali della stagione 2004-2005.

## Rosa
| N. |                   | Ruolo | Calciatore           |
| -- | ----------------- | ----- | -------------------- |
|    | Italia (bandiera) | A     | Mattia Bagnarol      |
|    | Italia (bandiera) | A     | Roberto Barbieri     |
|    | Italia (bandiera) | C     | Luca Brembilla       |
|    | Italia (bandiera) | D     | Roberto Bucchioni    |
|    | Italia (bandiera) | D     | Agatino Chiavaro     |
|    | Italia (bandiera) | A     | Alessandro Comi      |
|    | Italia (bandiera) | C     | Jonathan Cusini      |
|    | Italia (bandiera) | P     | Luca Gentili         |
|    | Italia (bandiera) | A     | Umberto Granagniello |
|    | Italia (bandiera) | P     | Matteo Gritti        |
|    | Italia (bandiera) | A     | Matteo Guazzo        |
|    | Italia (bandiera) | D     | Michele Ischia       |
|    | Italia (bandiera) | D     | Pierpaolo Lanati     |
|    | Italia (bandiera) | D     | Daniele Lancini      |
|    | Italia (bandiera) | C     | Matteo Longhi        |

| N. |                     | Ruolo | Calciatore            |
| -- | ------------------- | ----- | --------------------- |
|    | Italia (bandiera)   | C     | Massimiliano Luperini |
|    | Italia (bandiera)   | C     | Joseph Manzini        |
|    | Italia (bandiera)   | C     | Dario Marcolin        |
|    | Italia (bandiera)   | C     | Giuliano Melosi       |
|    | Italia (bandiera)   | A     | Rocco Napoli          |
|    | Italia (bandiera)   | C     | Marco Pedretti        |
|    | Italia (bandiera)   | D     | Antonio Pedrocchi     |
|    | Italia (bandiera)   | A     | Roberto Putelli       |
|    | Italia (bandiera)   | D     | Andrea Quaglia        |
|    | Italia (bandiera)   | D     | Giovanni Rossi        |
|    | Italia (bandiera)   | D     | Giuseppe Sanfratello  |
|    | Italia (bandiera)   | C     | Raimondo Scanu        |
|    | Svizzera (bandiera) | A     | David Sesa            |
|    | Italia (bandiera)   | P     | Vittorio Suagher      |